# 伯勒加努鄉
44°5′23″N 28°25′22″E / 44.08972°N 28.42278°E
伯勒加努鄉（羅馬尼亞語：Comuna Bărăganu, Constanța），是羅馬尼亞的鄉份，位於該國西南部，由康斯坦察縣負責管轄，面積62平方公里，海拔高度92米，2007年人口1,949，人口密度每平方公里31人。